# Ademir Zanyor
Ademir Ferreira de Souza Júnior (Rio de Janeiro, 1 de junho de 1973) mais conhecido como Ademir Zanyor é um ator e missionário brasileiro.

## Trabalhos na televisão

### comoAtor
- 2004 - Seus Olhos - Vicente
- 2003 - Kubanacan - Bernardo[2]
- 2002 - O Quinto dos Infernos - Slave[2]
- 1998 - Fascinação - Malaquias[2]
- 1997 - Xica da Silva - Padre Bartolomeu da Silva de Oliveira[2]
- 1996 - Salsa e Merengue - Jair Ventura Filho "Jairzinho"[2]
- 1996 - Malhação de Verão - Israel
- 1995 - A Próxima Vítima - Domingos[2]
- 1995 - Malhação - Israel[2]
- 1994 - A Viagem - Gavião presidiário[2]

### comoApresentador
- Estação Rural Canal Futura[2]

## Teatro
Ademir Zanyor destacou sua participação em "Pedro Mico", de Antônio Calado, e "Uma Noite com Leonardo Di Caprio".

## Missões
Ademir tornou-se pastor missionário batista, viajando por vários países fazendo trabalhos de evangelização. Foi membro da Igreja Batista Getsêmani de Belo Horizonte, e atualmente está no Ministério Apostólico IDE de Cristo, atuando com sua esposa, Hélida.